# Iglesia patriarcal católica oriental

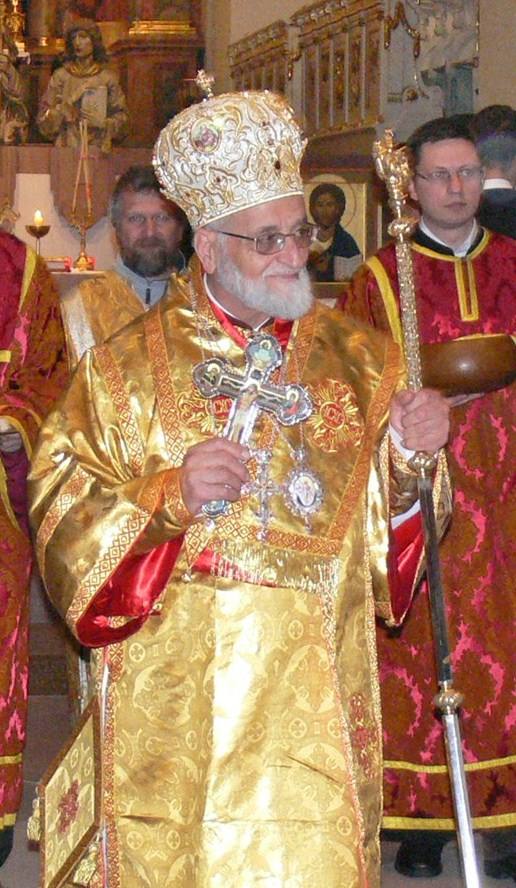
Gregorio III Laham, patriarca emérito de Antioquía y todo el Oriente, Alejandría y Jerusalén de la Iglesia greco-melquita católica.

En las Iglesias católicas orientales, una Iglesia patriarcal es una Iglesia sui iuris presidida por un patriarca, asistido por su respectivo sínodo de obispos, y reconocida como tal por el papa o un concilio ecuménico.
Un patriarca oriental es un obispo con autoridad sobre todos los obispos, incluyendo los metropolitanos, el clero y los demás fieles de la Iglesia que preside como padre y cabeza, conforme al derecho canónico y sin perjuicio del primado papal. La elección del patriarca la realiza el sínodo de obispos de la Iglesia patriarcal y a diferencia de lo que sucedería en una Iglesia arzobispal mayor, esta no requiere la confirmación del papa.

## Origen y reconocimiento
Los nombres de los dignatarios cristianos derivan originalmente de la vida civil (obispo, diácono) y otras veces de la dignidad judía (presbítero). El término patriarca pertenece a la última categoría. Abraham, Isaac y Jacob son referidos como los tres patriarcas del pueblo de Israel. La palabra patriarca proviene del griego antiguo: πατήρ ἄρχων (patèr àrchon) que se traduce padre-jefe con el significado de padre o jefe de familia.
En la Iglesia de los primeros tres siglos hubo dignidad eclesiástica con los derechos y prerrogativas de los patriarcas, pero solo después encontramos la mención explícita de este título. Por primera vez, el término patriarca (como patriarca de Occidente) parece referirse al papa León I el Magno en una carta del emperador Teodosio II. Pero en esa etapa el patriarca era un título honorífico que se le podía dar a cada obispo. Gregorio Nacianceno dice: los ancianos obispos, o más bien, los patriarcas. Todavía en los siglos V y VI Celidonio de Besançon y Nicezio de Lyon son llamados patriarcas.
Gradualmente -desde el siglo VIII y IX- el término se convirtió en un título oficial, usado solo para denotar un determinado nivel de la jerarquía, al obispo jefe que presidía a los metropolitanos como los metropolitanos presidían a sus obispos sufragáneos, quedando sujetos únicamente al primer patriarca, el de Roma.
Los cánones más antiguos solo admiten tres patriarcas: los obispos de Roma, Alejandría y Antioquía. El sucesor de Simón Pedro tenía el primer lugar y reunía en su persona todas las dignidades. No solo era obispo, sino también metropolitano, primado y patriarca.
Antes del Concilio de Nicea I (325), dos obispos orientales, los de Alejandría y de Antioquía, tenían autoridad patriarcal sobre vastos territorios. El obispo de Alejandría se convirtió en el jefe de todos los obispos y metropolitanos de Egipto; el obispo de Antioquía tenía el mismo papel en Siria y lo extendió a Asia Menor, a Grecia y al resto de Oriente.
Cuando los peregrinos comenzaron a reunirse en la ciudad santa de Jerusalén, el obispo de Jerusalén comenzó a ser considerado algo más que un simple sufragáneo de Cesarea Marítima. El Concilio de Nicea I le dio una primacía de honor, sin perjuicio de los derechos metropolitanos de Cesarea. Juvenal de Jerusalén (420-458) finalmente logró, después de muchas disputas, cambiar el título honorario en un verdadero patriarcado por derecho. El Concilio de Calcedonia (451) separó Palestina y Arabia (Sinaí) de Antioquía y estableció el patriarcado de Jerusalén.

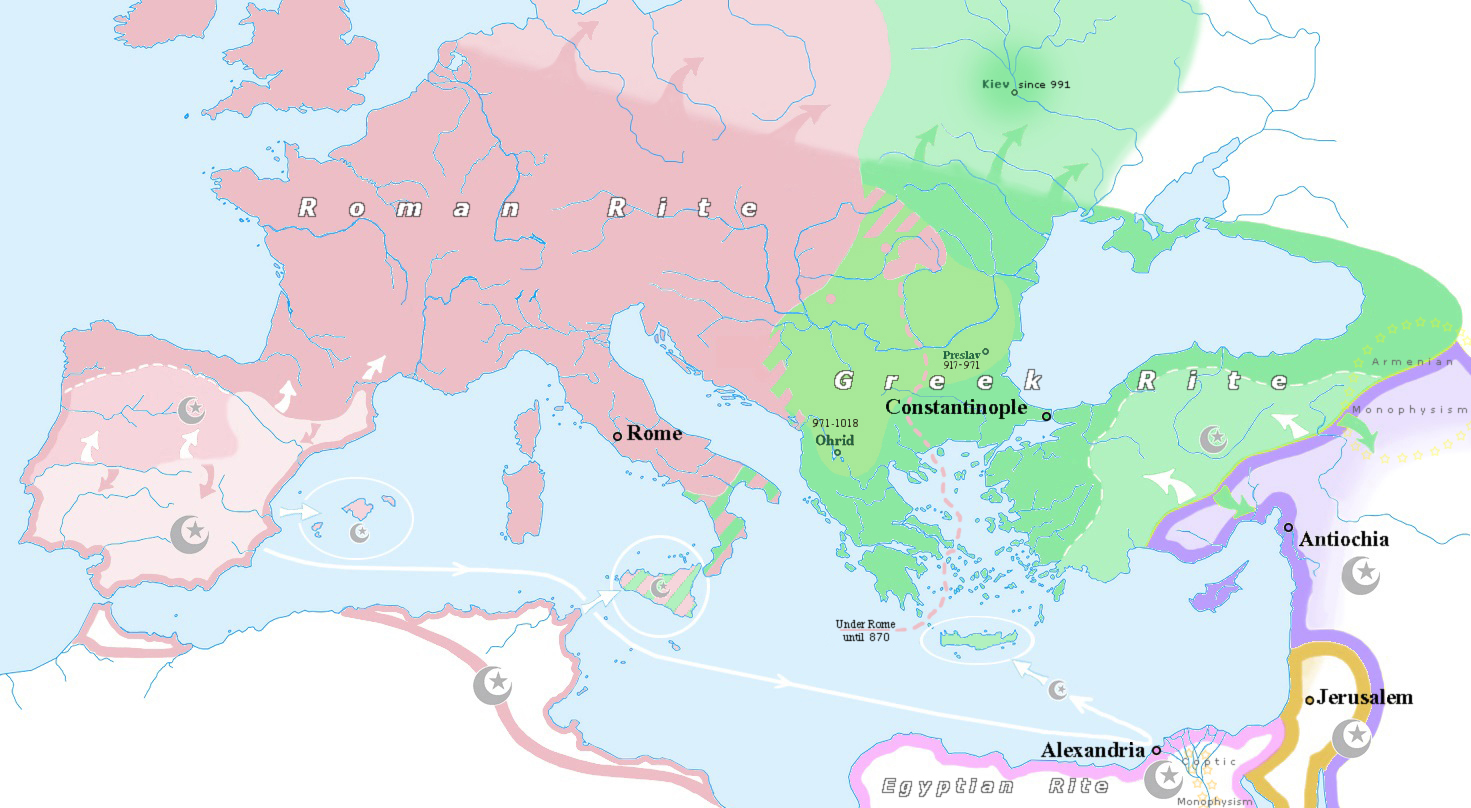
Jurisdicción de los antiguos patriarcados alrededor del año 1000, siguiendo la idea de la pentarquía.

La novedad más importante, y la que planteó más objeciones, fue la promoción de Constantinopla al rango patriarcal. Después que Constantino I hizo de Bizancio la "Nueva Roma", su obispo, antes sufragáneo de Heraclea, pretendió tener el segundo lugar, o aún igual, al obispo de Roma. Durante siglos los papas se opusieron a esa ambición. En 381 el Concilio de Constantinopla I declaró que: El obispo de Constantinopla tendrá la primacía de honor después del obispo de Roma, porque Constantinopla es la Nueva Roma. Los pontífices romanos (Dámaso I y Gregorio I) se negaron a confirmar ese canon. A pesar de eso, el patriarcado de Constantinopla creció por el favor del emperador. El Concilio de Calcedonia estableció a Constantinopla como un patriarcado con jurisdicción sobre Asia Menor y Tracia y le dio el segundo lugar después de Roma. El papa León I (440-461) rechazó ese canon, que había sido aprobado en ausencia de sus legados. Recién en el Concilio de Letrán IV (1215) se decidió que el segundo lugar pertenecía al patriarca latino de Constantinopla y en 1439 el Concilio de Florencia lo asignó al patriarca griego.

## Derecho canónico
Desde la promulgación del Código de los Cánones de las Iglesias Orientales (en latín: Codex Canonum Ecclesiarum Orientalium, CCEO) por el papa Juan Pablo II el 18 de octubre de 1990 mediante la constitución apostólica Sacri Canones y su puesta en vigencia el 1 de octubre de 1991, las Iglesias patriarcales están reguladas específicamente por el título IV del código (DE ECCLESIIS PATRIARCHALIBUS), que consta de 95 cánones.
Según el CCEO, un patriarca es un obispo que tiene poder sobre todos los obispos, incluyendo metropolitanos, y otros fieles cristianos de la Iglesia que él preside (c. 56), cuyo título es personal e indelegable (c. 78-1). La erección, restauración, modificación y supresión de una Iglesia patriarcal es derecho exclusivo del papa (c. 57-1), quien es el único que puede modificar legítimamente el título de la sede concedida o reconocida por él a ese patriarcado (c. 57-2), y conserva en todo momento el ejercicio de la plena autoridad sobre toda la Iglesia (c. 43). El decreto Orientalium Ecclesiarum expresa al respecto: cuya constitución se reserva al Concilio ecuménico o al Romano Pontífice. Un ejemplo fue la creación del patriarcado de Alejandría de los coptos católicos el 26 de noviembre de 1895 por el papa León XIII, mediante la carta apostólica Christi Domini: ...patriarchatum Coptum Alexandrinum catholicum statuimus vel restituimus....
El patriarca no puede transferir su sede a otra ciudad, excepto por muy graves razones y con el consentimiento del sínodo patriarcal y el asentimiento del papa (c. 57-3). El 12 de julio de 1867 el papa Pío IX mediante la carta apostólica Reversurus trasladó la sede del patriarcado de Cilicia de los armenios a Estambul. El papa es quien define y modifica el territorio propio (territorium proprium) de una Iglesia patriarcal (c. 146-2), como lo hizo el papa León XIII el 30 de noviembre de 1894 con la encíclica Orientalium dignitas ampliando el territorio propio del patriarcado de Antioquía de los melquitas: Estendiamo al Patriarca Greco-Melchita la giurisdizione sopra tutti i fedeli del medesimo rito che dimorano entro i confini dell’Impero Turco.
Junto con el sínodo patriarcal, el patriarca ejerce plenamente su poder sólo dentro de los límites del territorio propio de la Iglesia sui iuris que preside (c. 78-2), pero en lo relativo a las leyes litúrgicas de su propio rito, y en otras materias aprobadas por el papa, su poder es ejercido sobre los fieles y clérigos de su Iglesia sui iuris en todo el mundo (c. 78-2)(c. 150-2). Con el asentimiento del papa, el patriarca puede tener un procurador en Roma (c. 61), como lo tienen los patriarcas de Antioquía sirios, maronitas y melquitas.
La precedencia de honor entre los patriarcas orientales sigue el antiguo orden: Constantinopla, Alejandría, Antioquía y Jerusalén, y luego los demás patriarcas según la antigüedad de la sede patriarcal (Babilonia y Cilicia) (c. 59).

### Elección del patriarca
La elección del patriarca en una Iglesia católica oriental ha sido históricamente realizada por el sínodo, excepto casos en que lo hizo el papa. El CCEO se ocupa de la elección en los cánones 63 a 77. El patriarca es elegido canónicamente por el sínodo patriarcal (c. 63) compuesto de solo sus miembros activos (c. 66) en no menos de dos tercios (descontando los impedidos) (c. 69) y dentro del mes de la vacancia, o hasta los dos meses si está convenido así en la ley particular (c. 65-2). El sínodo es convocado por el administrador de la Iglesia patriarcal, que es el obispo curiado más antiguo (c.128-3). El elegido debe obtener dos tercios de los votos, o mayoría simple luego de al menos tres elecciones si la ley particular lo indica (c. 72). Si luego de 15 días de la apertura del sínodo no se logra su elección, corresponde al papa hacerlo (c. 72-2). Si el elegido por el sínodo acepta dentro de los dos días, es proclamado y entronizado inmediatamente, pero, si no es obispo, debe ser ordenado antes de la entronización (c. 75). El nuevo patriarca debe ante el sínodo realizar una profesión de fe y una promesa de ejercer con fidelidad el cargo (c. 76-1) y requerir la comunión eclesial del papa (c. 76-2), sin la cual, ejerce válidamente su oficio pero no puede convocar al sínodo ni ordenar obispos (c. 77-1,2).

### Derechos y obligaciones de los patriarcas
El poder del patriarca sobre su Iglesia es ordinario, propio y personal, por lo que no puede delegar enteramente el cargo a un vicario (c. 78).
Con el consentimiento del sínodo patriarcal, y luego de consultar al papa, el patriarca puede dentro del territorio propio de su Iglesia, establecer provincias y eparquías, modificar sus límites, unirlas, dividirlas, suprimirlas, modificar su estatus jerárquico o transferir una sede eparquial (c. 85-1). Con el consentimiento del sínodo permanente puede erigir, modificar o suprimir exarcados dentro del territorio propio de la Iglesia (c. 85-3). Con el consentimiento del sínodo patriarcal puede nombrar obispos coadjutores y auxiliares (c. 85-2). En su propia eparquía, en monasterios exentos y en otros lugares del territorio propio de la Iglesia en donde ninguna eparquía ni exarcado está establecido, el patriarca tiene los mismos derechos y obligaciones que un obispo eparquial (c. 101). Con el consentimiento del papa, el patriarca puede enviar visitadores fuera del territorio propio para informarse de la situación de los fieles de su Iglesia (c. 148).

### Sínodo patriarcal
El sínodo de obispos de una Iglesia patriarcal está constituido por todos los obispos válidos de la misma (c. 102-1), incluso los que tienen sede fuera de los límites propios de la Iglesia y los titulares, aunque su voto puede ser restringido (c. 102-2). El sínodo patriarcal es convocado y presidido por el patriarca (c. 103) y tiene competencia legislativa exclusiva dentro de su Iglesia (c. 110-1), es el superior tribunal de la misma (c. 110-2), elige al patriarca y a los obispos dentro de los límites propios de la Iglesia (c. 110-3), y propone al papa ternas de candidatos para los cargos de obispos eparquiales, coadjutores o auxiliares fuera del territorio propio (c. 149). 

### Curia patriarcal
El patriarca debe tener en su sede una curia patriarcal, distinta de la de su propia eparquía, compuesta por el sínodo permanente, los obispos curiados, el tribunal ordinario de la Iglesia, (c. 114-1), el oficial financiero del patriarcado, el canciller patriarcal, la comisión litúrgica, y otras comisiones. Los miembros de la curia patriarcal son nombrados por el patriarca (c. 114-2). El sínodo permanente es presidido y convocado (c. 116-1) por el patriarca, al menos dos veces al año (c. 120), y se compone de 4 obispos designados por 5 años (c. 115-1), uno por el patriarca y los otros 3 por el sínodo patriarcal (c. 115-2), además de 4 suplentes designados de la misma manera (c. 115-3). Un patriarca puede nombrar un procurador ante la Santa Sede con el asentimiento del papa (c. 61). El patriarca, con el consentimiento de uno de los sínodos, debe convocar a una asamblea patriarcal al menos cada 5 años (c. 141), a la cual pueden ser convocados obispos, clérigos y laicos para exponer sobre lo que se les consulte (c. 143).

## Patriarcados católicos orientales
En la Iglesia católica existen cuatro Iglesias orientales que preservan el título de los antiguos patriarcados reconocidos en el año 451 por el Concilio de Calcedonia y otras dos que de manera similar tienen el título patriarcal de "patriarcados menores", más propiamente desginados catolicosados.

### Antiguos patriarcados
- Patriarcado de Alejandría de los coptos católicos (restablecido el 26 de noviembre de 1895): el patriarca preside la Iglesia católica copta y tiene su sede en Saray El Koubbeh, un suburbio de El Cairo, Egipto.
- Patriarcado de Antioquía de los maronitas (establecido en 685): el patriarca preside la Iglesia católica maronita y tiene su sede principal en Bkerké y su sede estival en Dimane, Líbano.
- Patriarcado de Antioquía de los melquitas (restablecido el 20 de septiembre de 1724): el patriarca preside la Iglesia greco-católica melquita y tiene su sede principal en Bab Charqi, Damasco, Siria, y su sede estival en Ain Traz, cerca de Beirut, Líbano. Desde el 13 de enero de 1838 también lleva los títulos de Alejandría y Jerusalén.
- Patriarcado de Antioquía de los sirios católicos (restablecido el 14 de septiembre de 1783): el patriarca preside la Iglesia católica siria y tiene su sede principal en Beirut y su sede estival en el monasterio patriarcal de Charfé en Harissa, Líbano.

### Catolicosados
- Patriarcado de Bagdad de los caldeos (restablecido el 20 de abril de 1553): el patriarca-catolicós preside la Iglesia católica caldea y tiene su sede en Bagdad, Irak. El título de Babilonia fue eliminado por el sínodo de la Iglesia caldea que tuvo lugar entre el 9 y 14 de agosto de 2021.[9] El 19 de febrero de 2022 el papa Francisco, a requerimiento del patriarca caldeo, aceptó que la sede patriarcal fuera renombrada «patriarcado de Bagdad de los caldeos».[10]
- Patriarcado de Cilicia de los armenios (restablecido el 26 de noviembre de 1742): el patriarca-catolicós preside la Iglesia católica armenia y tiene su sede en Bzommar, Líbano.